# Philip Egan
Philip Egan (né le 14 novembre 1955 à Altrincham) est un évêque catholique anglais. Il est ordonné [évêque en 2012, et occupe la tête du diocèse de Portsmouth.

## Biographie

### Formation et premiers postes
Après des études secondaires au King's College de Londres, Philip Egan entre au séminaire d'Allen Hall (en). Il fréquente également le Collège anglais de Rome, et passe sa licence de théologie sacrée à l'université pontificale grégorienne. Il décroche ensuite un doctorat de théologie à l'université de Birmingham.
Ordonné prêtre en août 1984, il est d'abord vicaire à la paroisse St. Anthony de Woodhouse Park (en), avant de prendre un poste d'aumônier à l'université de Cambridge en 1988 puis dans un hôpital en 1991.

### Enseignant au séminaire de Birmingham
Après quelque temps d'études au Boston College, Philip Egan enseigne pendant douze ans au sein du séminaire sainte-Marie d'Oscott (en), principal séminaire de la province de Birmingham. Il y occupe le poste de doyen des études et enseigne la théologie fondamentale. En 2007, il revient au Boston College, au titre de research fellow pour le Lonergan Institute.

### Vicaire général puis évêque
En 2008, il devient curé de la paroisse de Romiley près de Stockport. Il devient en 2010 vicaire général du diocèse de Shrewsbury. L'année suivante, la distinction de prélat lui est conférée par le pape Benoît XVI, et son évêque, Mgr Davies, le fait en 2012 chanoine de la cathédrale de Shrewsbury.

## Source
- (en) Biographie sur le site du diocèse catholique de Portsmouth